# Bando sublevado
Bando sublevado es uno de los nombres dados en la prensa española y por la historiografía contemporánea a los militares y organizaciones políticas españolas que se alzaron en golpe de Estado contra la Segunda República y la combatieron en la consiguiente guerra civil. Tras ganar la contienda, Francisco Franco encabezó una dictadura entre 1939 y 1975. Se estima que su fuerza de combate llegó a alcanzar durante la guerra una cifra cercana a un millón de hombres, entre militares, guardias civiles, requetés, falangistas y unidades enviadas por las dictaduras fascistas portuguesa, alemana e italiana.

## Denominación
Los propios insurgentes autodenominaron su alzamiento como Movimiento Nacional, de donde derivó bando nacional. De nacional se derivan nationalist, nationaliste y Nationalisten, de uso relativamente corriente en inglés, francés y alemán, no solo en publicaciones neutrales, sino también, por ejemplo, en publicaciones antitotalitaristas y antifascistas.
Francisco Moreno Gómez considera que no debería usarse el calificativo de «nacionales», que estima tendencioso. Esta denominación es considerada excluyente por el diario El País. José Manuel Alonso Plaza considera que su uso es equívoco y prefiere los términos "faccioso" o "rebelde". Sin embargo, según Vicenç Navarro, durante la etapa democrática una corriente historiográfica calificada como «centrista» —representada por Javier Tusell— ha venido hablando de «bando nacional» (interpretación que seguiría estando «muy extendida en grandes fórums políticos y mediáticos del país»), a pesar de ser considerado por otros autores un término propagandístico.
Otras denominaciones que recibe habitualmente son bando rebelde (en medios anglosajones de la época), bando franquista (a partir del nombramiento de Francisco Franco como Generalísimo y jefe de gobierno), bando insurrecto o tropas insurgentes. Desde las filas republicanas, este bando fue denominado peyorativamente[cita requerida] bando faccioso, bando golpista o bando fascista. Fuera de España, la clasificación como "fascista" se puede encontrar junto con "nacionalista" en un mismo texto y aparece en publicaciones institucionales.

## Composición
Dicho bando estaba apoyado por una variedad de grupos políticos que se oponían a la Segunda República española, como Falange Española de las JONS, los monárquicos carlistas de la Comunión Tradicionalista, los monárquicos alfonsinos de Renovación Española, la mayor parte de la CEDA o el Partido Nacionalista Español. En 1937, los dos primeros fueron obligados a fusionarse en Falange Española Tradicionalista y de las Juntas de Ofensiva Nacional Sindicalista, el partido único del nuevo régimen. Los demás partidos fueron suprimidos y sus afiliados debieron pedir el ingreso individualmente en FET y de las JONS.

## Estructura militar

### Ejército sublevado

En beis, áreas controladas por los sublevados al inicio de la guerra. En rosa aparecen las zonas donde no triunfó la rebelión.

El recibimiento a la Segunda República Española fue negativo desde su advenimiento por parte de un sector del Ejército español. Las tramas y pronunciamientos se sucedieron desde su instauración, y algunas decisiones del gobierno republicano, especialmente la Ley Azaña, crearon un gran descontento en la jerarquía militar. Aunque los militares las aceptaron de forma disciplinada, incluso los llamados "africanistas" que eran a quien más afectaba, la posibilidad de una revuelta armada fue tomando cuerpo a lo largo del período republicano. El cuerpo más preparado de las fuerzas armadas era el Ejército Español de África, que fue el primero en rebelarse contra la república el 18 de julio de 1936. Generales de gran peso específico en el ejército como Emilio Mola, Francisco Franco, José Sanjurjo, Gonzalo Queipo de Llano y Manuel Goded participaron en la conspiración que provocó la guerra civil.
Además de las Divisiones Militares donde triunfó la rebelión, los cuerpos de élite del Ejército de África, La Legión y Regulares participaron activamente en la guerra junto al bando sublevado. Se estima que este llegó a aglutinar a unos 800 000 soldados.
Entre las fuerzas de la Guardia Civil existió una gran división tras la rebelión militar que se inició en el norte de África. Algunos autores sostienen que el 50 % de los guardias era partidario de la república, aunque debe tenerse en cuenta que a partir de 1937, el cuerpo dejó de existir en la zona republicana, al pasar sus miembros a formar la Guardia Nacional Republicana.
En la época, estaba organizada en 24 Tercios y 30 Comandancias, e integrada por 34 391 hombres. En los primeros meses de la contienda, los guardias civiles leales al gobierno republicano portaban un brazalete rojo que les distinguía de los que se unieron al golpe militar.

### Falangistas
Falange Española fue una de las fuerzas políticas más activas contra la república, practicando el asesinato y el terrorismo. Durante el conflicto, paramilitares falangistas participaron activamente en la represión ejercida por los sublevados. Numerosas unidades quedaron en la retaguardia encargadas de esta labor y, aunque en gran medida operaron como mero brazo ejecutor de los mandos militares, también ejercieron acciones de forma autónoma, principalmente durante los años 1936 y 1937.
La Falange tenía autorización para detener personas, trasladar presos, interrogar en sus propios cuarteles e incautar armas y todo tipo de bienes, y a esta organización se atribuye gran parte de los desaparecidos del franquismo que reposan en fosas comunes y que se encarga de localizar la Asociación para la Recuperación de la Memoria Histórica.

### Requetés
Los requetés eran las fuerzas paramilitares carlistas y, estructurados por José Enrique Varela y dirigidos por Ricardo Rada, tomaron parte activa en favor de los rebeldes. En la noche del día 18 al 19 de julio se concentraron en Pamplona 6000 requetés, lo que le garantizó el éxito de la sublevación en Navarra. Se calcula que alrededor de 60 000 participaron en la guerra civil española, organizados en 41 tercios. Tuvieron una notable actuación en las primeras semanas de la guerra en Navarra, Álava y La Rioja. Se distinguieron también como una de las facciones más violentas del conflicto.

## Apoyo extranjero

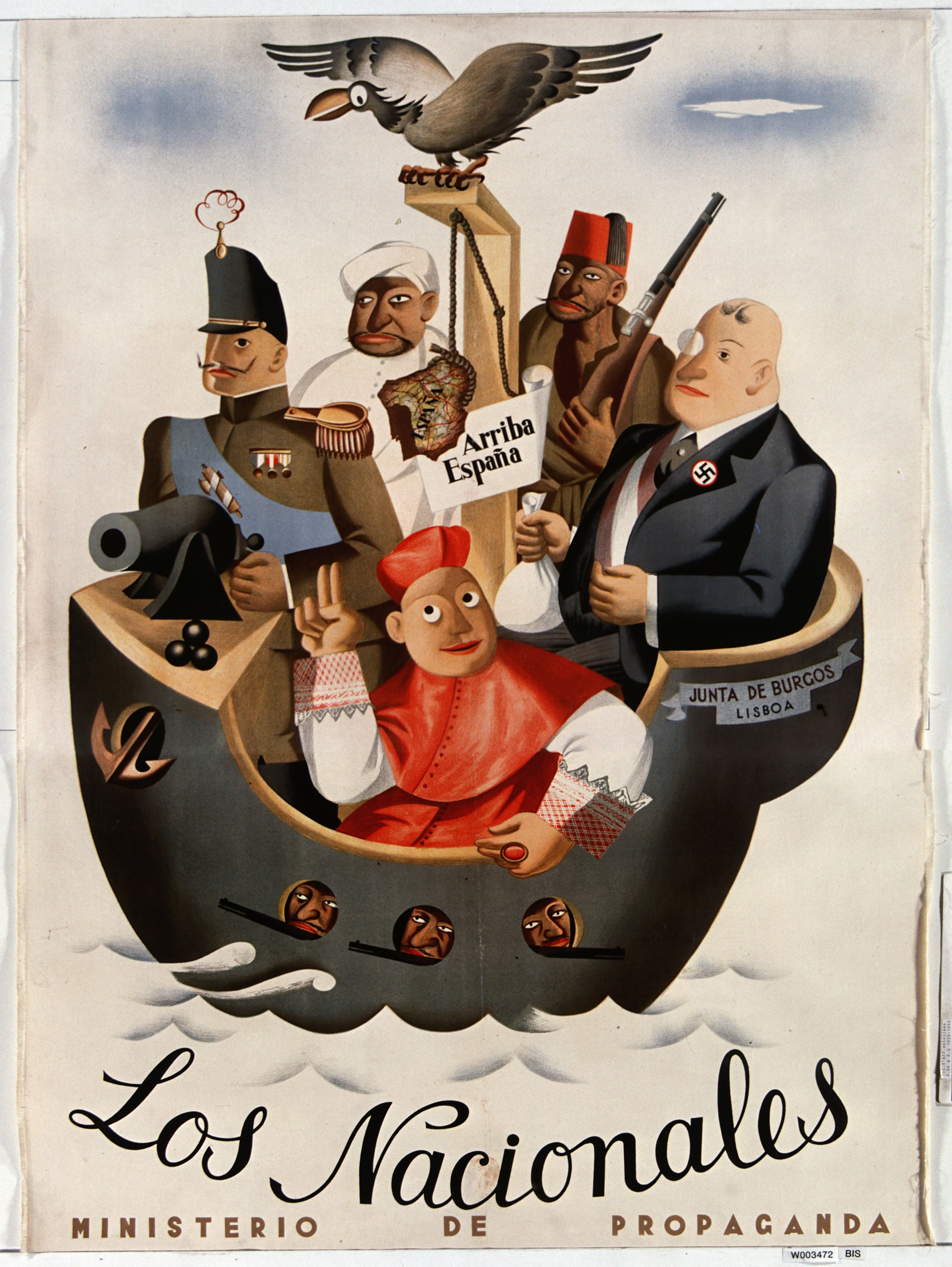
Cartel de propaganda del bando republicano en el que se muestran caricaturizados los integrantes del bando sublevado («Los nacionales»). Además del Ejército, la Iglesia y los «moros», aparece un capitalista con monóculo y la esvástica nazi.

Las dos potencias que se distinguieron por su apoyo a la causa franquista fueron la Alemania nazi y la Italia fascista. La participación militar de estos dos países resultó decisiva para decantar la victoria del lado rebelde, sobre todo gracias al dominio del espacio aéreo logrado.

### Alemania
Adolf Hitler apoyó a los sublevados mediante el envío a España de la Legión Cóndor, y miles de técnicos y asesores militares. Esta participación alemana constituyó una prueba para sus nuevos modelos de armas y tácticas. Se probaron los cazas Messerschmitt Bf 109 y Junkers Ju 87 A/B y los bombarderos Junkers Ju 52 y Heinkel He 111. Estas unidades pusieron en práctica sus tácticas de bombardeo sobre ciudades, que tuvieron como culmen el bombardeo de Guernica.
La Legión hizo su último desfile oficial en España el 22 de mayo de 1939; cuatro días después 5136 oficiales y soldados alemanes salieron en barco hacia Alemania, llevándose con ellos unas 700 toneladas de equipo y la mayor parte de los aviones que quedaban.

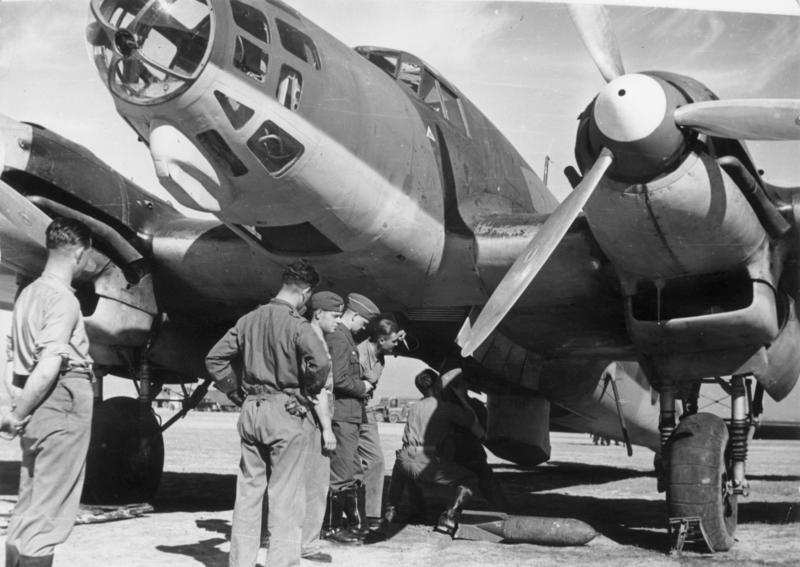
Técnicos y militares alemanes junto a un bombardero Heinkel He 111 de la Legión Cóndor en 1938. La superioridad aérea otorgada a los sublevados por la llegada de la Luftwaffe sólo pudo ser contrarrestada por la República con la llegada de la aviación soviética.

### Italia
Benito Mussolini envió a España al Corpo Truppe Volontarie y la Aviación Legionaria. Aportó cuatro «submarinos legionarios» a la flota de Franco y le vendió cuatro destructores y dos submarinos. Italia tenía en España tres divisiones completas y, mientras la Alemania nazi cobraba inmediatamente la ayuda material, Italia ofrecía la ayuda prácticamente gratuita. Además, Mussolini colaboró con cerca de 300 aviones a la causa rebelde. La aviación legionaria italiana realizó 782 ataques aéreos en la costa mediterránea española controlada por los republicanos, lanzando 16.558 bombas. En cuanto a fuerzas de tierra, casi 45 000 soldados italianos participaron en la guerra española.

### Otros
Además del importante apoyo alemán e italiano, otros dos contingentes participaron en la guerra apoyando al bando sublevado, procedentes de Portugal e Irlanda:
- El Estado Nuevo portugués del dictador António de Oliveira Salazar simpatizó con la rebelión desde el primer momento. Dado que una intervención directa en la guerra del lado sublevado podría acarrear problemas internos a Salazar,[38] se llevó a cabo el reclutamiento de voluntarios, que bajo el apodo de Os Viriatos participaron integrados en unidades nacionales. El número de portugueses que participaron en el conflicto oscila entre los 8 000 y los 12 000, según versiones. No obstante, según muchos autores, estos voluntarios en realidad eran soldados regulares de su país, al igual que en los casos italiano y alemán.
- Desde el Estado Libre Irlandés llegó la Irish Brigade, reclutada por el militar profascista Eoin O'Duffy, general del Ejército Republicano Irlandés. Esta brigada, que llegó a España en diciembre de 1936, llegó a reunir unos 700 voluntarios, que tuvieron un papel meramente simbólico en la guerra. Debido a su indisciplina, quedaron relegados a operaciones irrelevantes, y en abril de 1937 retornaron a Irlanda.[39] También, desde Francia y Bélgica, al mando del ultraderechista Lavigne-Delville, llegaron unos 500 voluntarios del Batallón Jeanne d'Arc.

## Estructura política

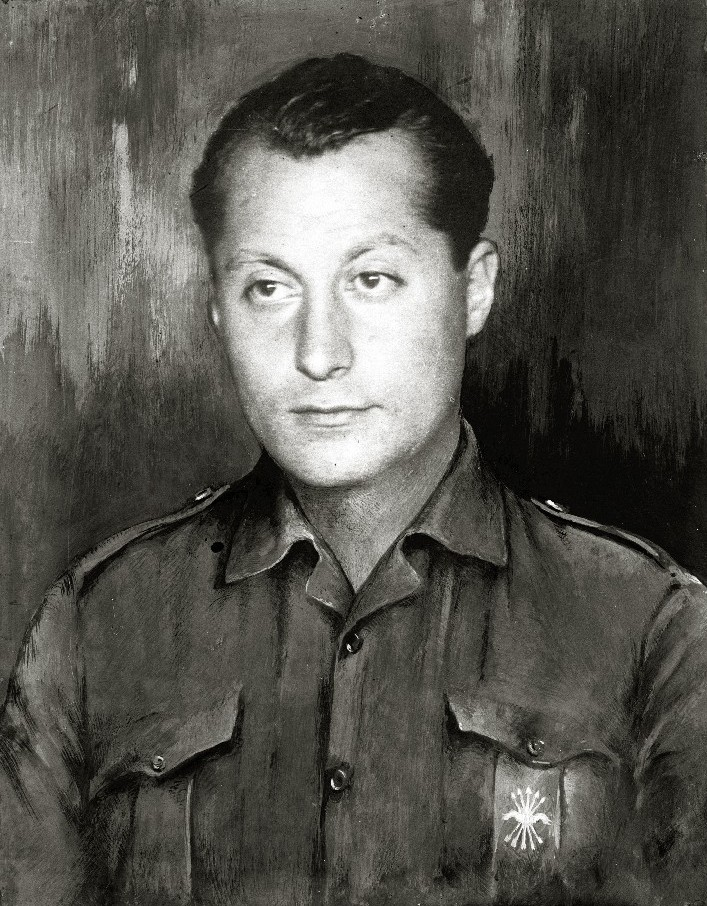
José Antonio Primo de Rivera fue el fundador y líder de Falange Española. El protagonismo de esta formación en los disturbios sociales acontecidos durante la II República Española, mediante actos de intimidación, asesinatos y terrorismo, y su apoyo manifiesto al golpe de Estado del 18 de julio (aunque entonces se encontraba ya en la cárcel) fueron las razones esgrimidas por el gobierno republicano para su fusilamiento.

Las organizaciones políticas que apoyaban a los sublevados tenían varios nexos comunes, como las ideologías nacionalistas, conservadoras y anticomunistas y un fuerte arraigo católico. Tras el conflicto militar, Franco consiguió unificar todas estas formaciones en un único partido, la Falange Española Tradicionalista y de las Juntas de Ofensiva Nacional Sindicalista, concebido como la rama política del denominado Movimiento Nacional.

### CEDA
La Confederación Española de Derechas Autónomas (CEDA) era una alianza de partidos políticos católicos de derechas, gestada durante el bienio progresista de la II República. Liderada por José María Gil-Robles, era el gran partido de masas de la derecha española durante la República, presentada desde su fundación como una alternativa no solo al Frente Popular, sino a la República en general.
Ya beligerante con la República desde su fundación, el fusilamiento en los primeros días de la guerra, de destacados miembros del partido, como Federico Salmón, Dimas de Madariaga, Ricardo Cortés Villasana, Juan Bautista Guerra García, Antonio Bermúdez Cañete y Romualdo Alvargonzález, provocó la definitiva adhesión del partido al bando sublevado, aunque algunos dirigentes, principalmente de la Derecha Regional Valenciana, como Luis Lucía Lucía mantuvieron una postura de respeto a la legalidad vigente.

### Falange Española
Falange Española, partido político de ideología fascista, fue fundado por José Antonio Primo de Rivera en 1933. Nació apoyada por las fuerzas reaccionarias y partidos de la derecha que la utilizaron como fuerza de choque. No consiguió un apoyo popular significativo, pero sus frecuentes razias y enfrentamientos con los grupos más radicales de la izquierda, sus actos violentos y asesinatos contribuyeron a crear un clima de inseguridad y violencia propicio para las intentonas militares.
Tanto Primo de Rivera como Ramiro Ledesma Ramos, cofundador de las Juntas de Ofensiva Nacional-Sindicalista, fueron arrestados por el gobierno republicano pocos meses antes del levantamiento militar y fusilados durante los primeros meses de la guerra, mientras que el otro alto dirigente, Onésimo Redondo, murió en un enfrentamiento al comienzo de la guerra. El sucesor como líder de la FE de las JONS, Manuel Hedilla, fue arrestado por orden del general Franco en 1937, por intentar mantener cierta autonomía de la organización.

### Monárquicos
Pese a formar dos facciones antagónicas y enfrentadas desde su misma formación, dos movimientos monárquicos se alinearon contra la República desde su proclamación: los Carlistas y los Alfonsinos. Estos dos grupos se integraron en el bando rebelde y tuvieron desigual protagonismo en la guerra civil española.

#### Carlistas

La Cruz de Borgoña, enseña tradicional de los ejércitos españoles, fue adoptada por los Carlistas como enseña propia, y utilizada por los Tercios de Requetés que combatieron en la guerra civil española.

El Carlismo, movimiento político tradicionalista y legitimista de carácter antiliberal y contrarrevolucionario, surgió en España en el siglo XIX, con el objetivo principal del establecimiento de una rama alternativa de la dinastía de los Borbones en el trono español. Desde la proclamación de la Segunda República Española, los carlistas comenzaron a organizarse militarmente. En las elecciones generales de España de 1936, la Comunión Tradicionalista consiguió 10 escaños en las candidaturas de la derecha.
En abril de 1936, los carlistas planificaron su propio levantamiento armado contra la República, bajo la dirección de Manuel Fal Conde y José Luis Zamanillo, que habían formado la Junta Suprema Militar Carlista. El plan fue descubierto y detenido por las autoridades de la república. No obstante, la facción paramilitar carlista, los Requetés, tuvieron un importante papel en la guerra, distinguiéndose por su extrema violencia.

#### Alfonsinos

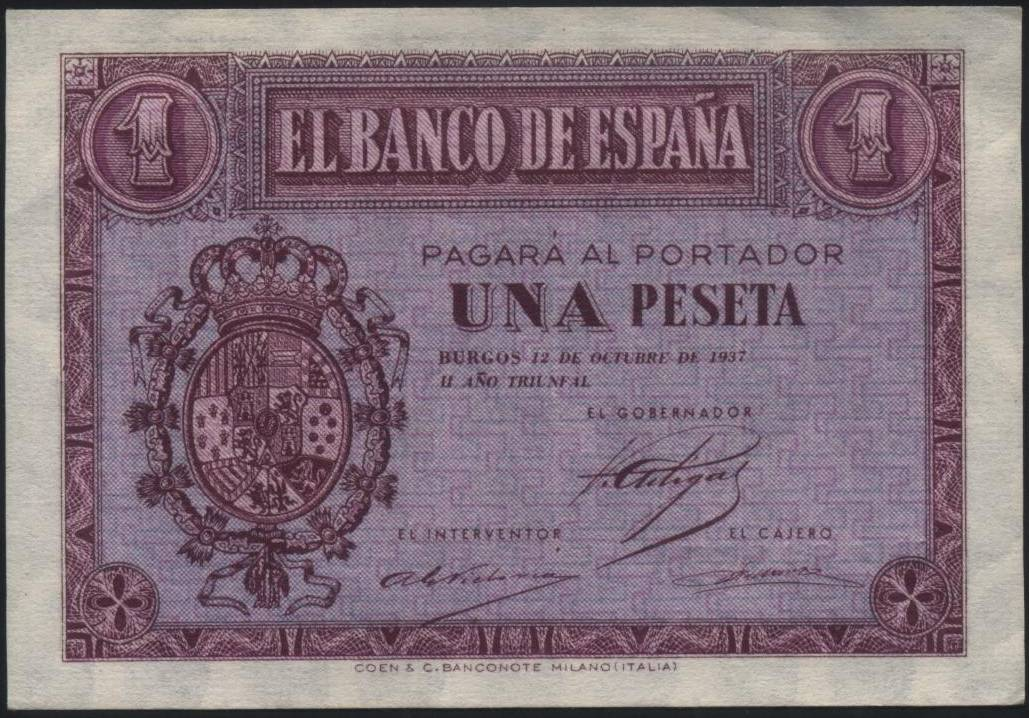
Billete emitido por el bando sublevado en octubre de 1937 con el escudo de la monarquía de Alfonso XIII.

Los monárquicos alfonsinos eran la facción política que, durante la II República, propugnaba la vuelta a la monarquía como sistema político, y la restauración de la rama isabelina de la dinastía. Su pretendiente era Alfonso XIII de España, que abdicó como monarca tras las Elecciones municipales del 12 de abril de 1931, cuyos resultados fueron interpretados como un rechazo del pueblo hacia su reinado. Sus partidarios se integraron en Renovación Española, un partido político monárquico fundado por los destacados alfonsinos Antonio Goicoechea y el Conde de Vallellano.
Los alfonsinos no se distinguieron por una importante actividad en este período, pero apoyaban a los diversos movimientos desestabilizadores que surgieron.[cita requerida] Juan de Borbón, hijo del rey exiliado Alfonso XIII, pretendió unirse a las filas sublevadas en agosto de 1936, pero los generales al mando de la rebelión rechazaron su participación, ante el temor de una división entre los dos grupos monárquicos.